# Marie-Theres Härtel
Marie-Theres Härtel (* 1983) ist eine österreichische Bratscherin und Sängerin, die im Bereich der Neuen Volksmusik, aber auch genreübergreifend zwischen Jazz, Weltmusik und Klassik arbeitet.

## Leben und Wirken
Härtel wuchs in einer Musikerfamilie in Zitoll bei Deutschfeistritz auf, wo sie an die Musik herangeführt wurde. Bereits 1997 gründete sie die Band Citoller Echo; ab demselben Jahr spielte sie Bratsche und Klarinette in der Familienkapelle, den Citoller Tanzgeigern.
2004 war Härtel Mitbegründerin des Quartetts Netnakisum, mit dem sie in Europa, Asien und Afrika, später auch in Nordamerika erfolgreich tourte, mehrere Alben vorlegte; der Gruppe, die aktuell als Duo fortbesteht, gehört sie weiterhin an. Ab 2004 studierte sie im Konzertfach bei Gertrud Weinmeister an der Musik und Kunst Privatuniversität der Stadt Wien und absolvierte dort 2009 „mit ausgezeichnetem Erfolg.“ Sie hat in zahlreichen Projekte mitgewirkt, etwa an der Grazer Oper und in der Freien Theatergruppe Göttingen ebenso wie mit Bodek Janke & der WDR Big Band. Von 2011 bis 2015 lebte sie in Berlin und beschäftigte sich intensiv mit Zeitgenössischem Tanz und Improvisation. Von 2012 bis 2014 war sie bei Openstrings Berlin aktiv. Ab 2012 trat sie mit Laura Winklers Wabi Saba Orchestra (Paper Clips) auf. Seit 2013 gehörte sie zu Susanne Pauls Move String Quartet (Short Stories). Aktuell (2021) ist sie im Duo mit Florian Trübsbach, in verschiedenen Formationen von Matthias Schriefl und mit den Kusimanten unterwegs. Sie ist auch auf Alben von Erika Stucky, 5/8erl in Ehr’n und Manuel Normal zu hören.
Seit 2015 lebt Härtel mit ihrer Familie im Chiemgau. Zwischen 2016 und 2018 lehrte sie an der Schule der Künste Frasdorf. Mit Schriefls Gruppe Shreefpunk gewann sie 2019 den Neuen Deutschen Jazzpreis.

## Diskographische Hinweise
- Citoller Tanzgeiger Lust & Leben (2010)
- Kusimanten: Bleib ein Mensch (Leo Records 2017, mit deeLinde, Tamara Lukasheva)[1]
- Marie-Theres Härtel & Hubert Pabi: Mein Herz ist im Hochland (Tradmotion 2019)[3]
- Härtel / Trübsbach: Great Again (Tradmotion 2021; Duo)